# Álom-sztélé

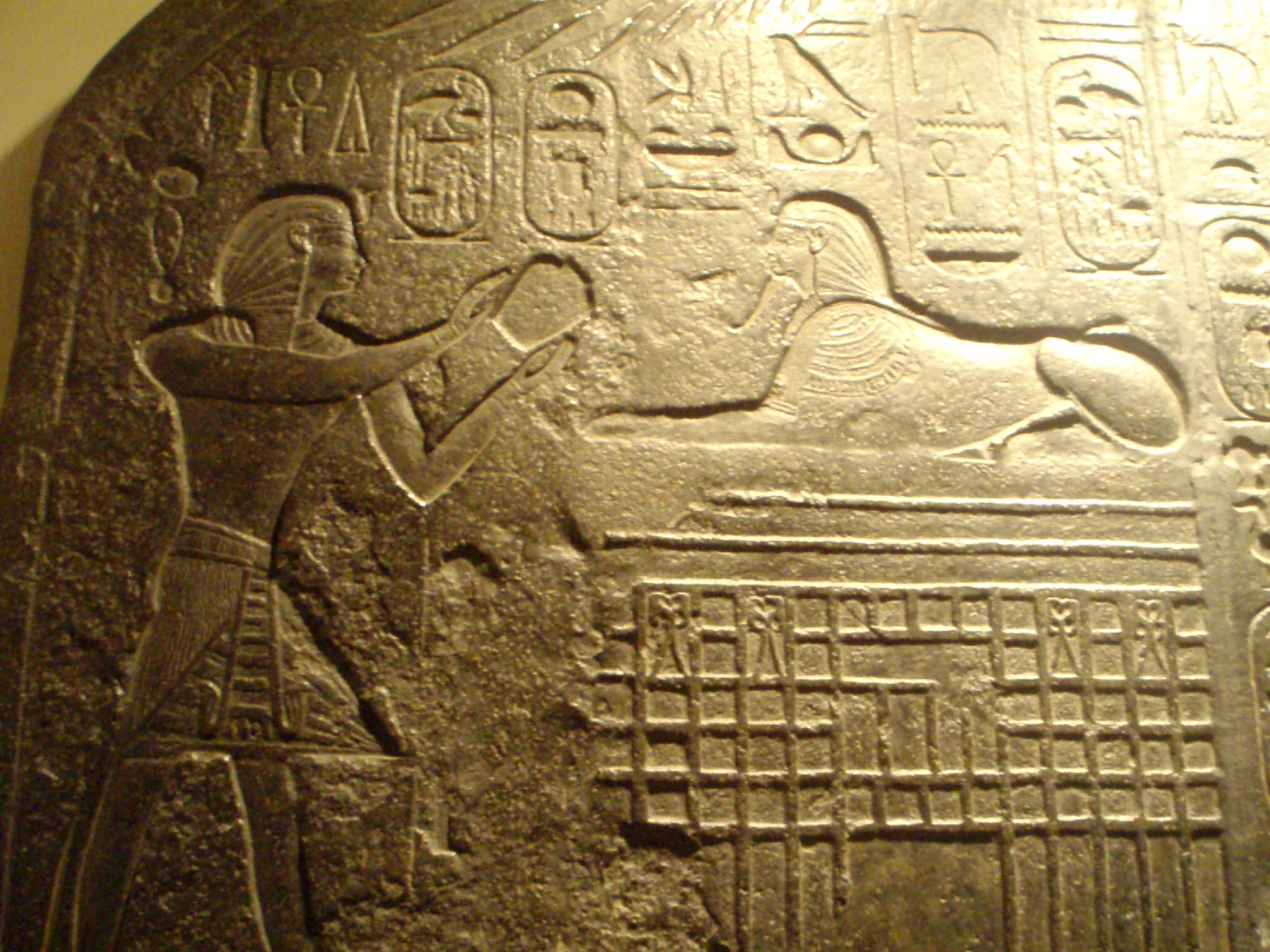
Az Álom-sztélé részlete (másolat), Rosicrucian Egyptian Museum, San José

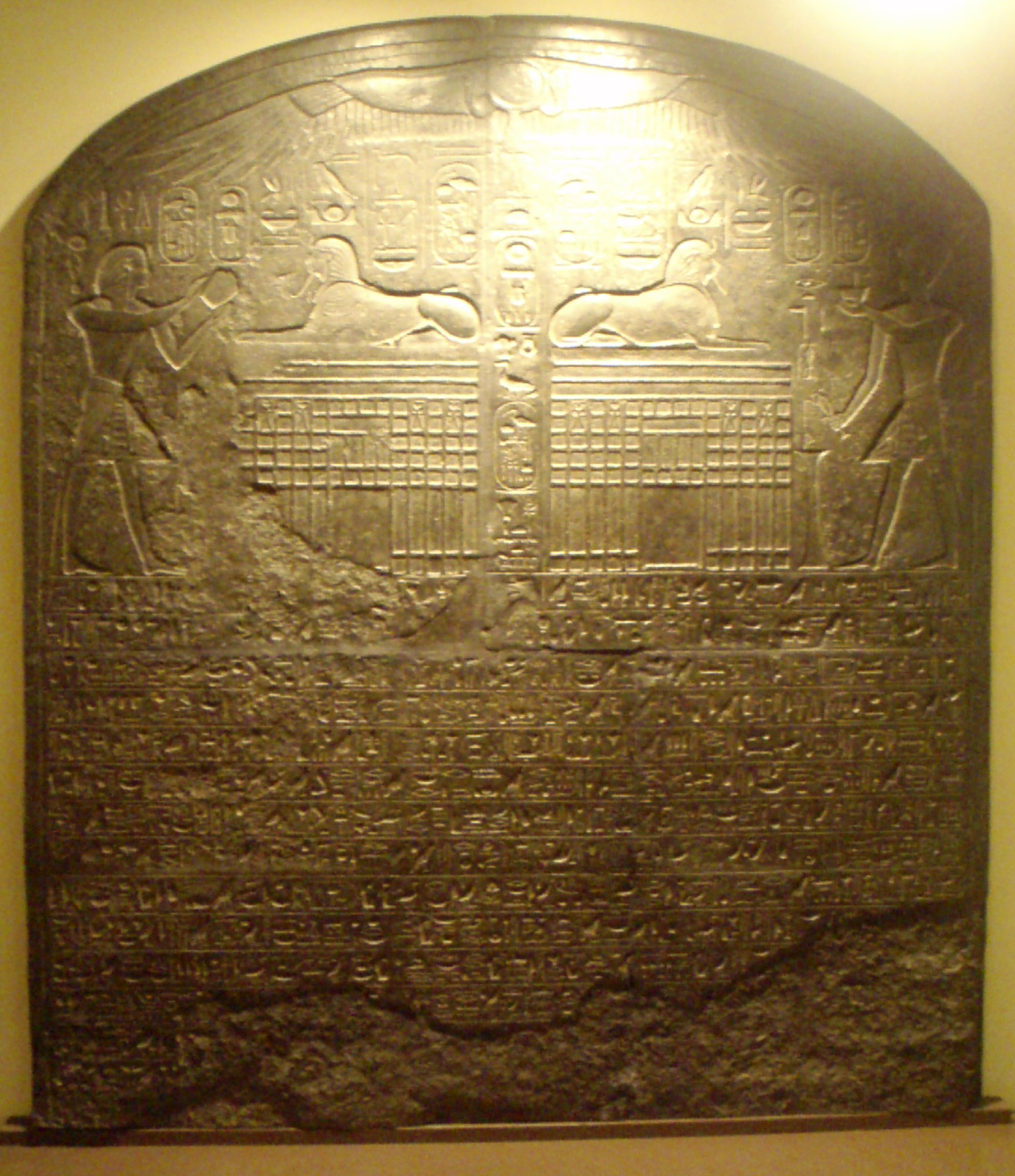
A sztélé (reprodukció)

Az Álom-sztélé (más néven Szfinx-sztélé) egy ókori egyiptomi sztélé, melyet IV. Thotmesz fáraó állíttatott a gízai Nagy Szfinx lába előtt, uralkodása első évében, i. e. 1401-ben. A sztélé feliratán trónra kerüléséről számol be, melyet – az újbirodalmi fáraók szokása szerint – isteni beavatkozásnak tulajdonít.

## Jellemzői
A sztélé függőleges téglalap alakú, 360 cm magas, 218 cm széles és 70 cm vastag. A felső lunettában IV. Thotmesz látható, amint áldozatot mutat be a Szfinxnek. A rávésett szöveg szerint az arra járó Thotmesz herceg megpihent a Szfinx árnyékában, és elaludt. Álmában megjelent neki a Napisten – az újbirodalom idején az ő szobrának tekintették a Szfinxet, és II. Amenhotep is új templomot emeltetett neki a közelben –, és megkérte: szabadítsa ki a sivatag homokjából, mely egyre inkább maga alá temette; cserébe királlyá teszi. Thotmesz kiásatta a homokból a szobrot és védőfallal vette körül. A Szfinx megtartotta ígéretét: Thotmesz Egyiptom fáraója lett.
Az Imperial College London sebésze, dr. Hutan Ashrafian 2012-ben tette közzé cikkét, melyben több, XVIII. dinasztiabeli fáraó korai halálát örökletes epilepsziával magyarázza; egyben annak tudja be be az Álom-sztélén leírt jelenséget, hogy az epilepszia okozhat vallási jellegű látomásokat.